# 礼州
礼州，元朝时设置的州。
至元九年（1272年），平大理国笼么城置千户。十五年（1278年），改置礼州，治所在今四川省西昌市北礼州镇。属建昌路。明朝洪武十五年（1382年），改属建昌府，兼置后、中中二千户所（属建昌卫）。洪武二十七年（1394年），废州。 